# Kaczki Średnie
Kaczki Średnie – wieś w Polsce położona w województwie wielkopolskim, w powiecie tureckim, w gminie Turek.

## Historia
Jak podaje Słownik geograficzny Królestwa Polskiego i innych krajów słowiańskich z 1882, „Kaczki Średnie to wieś i folwark powiatu tureckiego, gminy Kowale Pańskie, parafii Turek. Odległe od Turku pięć i pół wiorsty.”
Wieś Kaczki wraz z kolonią Kaczki Mostowe liczyły wówczas 15 domów, które zamieszkiwało 214 osób, zaś tutejszy folwark 3 domy i 52 mieszkańców.
W 1827 było tu 12 domów, zamieszkiwanych przez 90 mieszkańców.
W latach 1954–1959 wieś należała i była siedzibą władz gromady Kaczki Średnie, po jej zniesieniu w gromadzie Kowale Pańskie. Od 1 stycznia do 12 października 1973 w gminie Kawęczyn. W latach 1975–1998 miejscowość administracyjnie należała do województwa konińskiego.

## Kościół i parafia
W miejscowości znajduje się kościół parafialny Parafii Najświętszej Marii Panny Królowej Polski w Kaczkach Średnich pw. Najświętszej Marii Panny Królowej Polski.

## Zespół Szkół Rolniczych – Centrum Kształcenia Praktycznego
W miejscowości funkcjonuje Zespół Szkół Rolniczych – Centrum Kształcenia Praktycznego. Szkoła powstała 11 lutego 1958. Jej organizatorem i pierwszym dyrektorem był mgr inż. Stanisław Żuchowicz (funkcję dyrektora piastował do 1992), a ówczesną kadrę pedagogiczną stanowiło dwoje nauczycieli.
Następnymi dyrektorami szkół byli :
- mgr inż. Jan Pawłowski (01.09.1992-31.08.2005),
- mgr Barbara Błaszczyk (01.09.2005-31.10.2005; tymczasowo),
- mgr inż. Karol Mikołajczyk (od 01.11.2005),
- mgr inż. Sławomir Kosobudzki (od 01.04.2011),
- mgr inż. Krzysztof Świerk (od 01.09.2015)

Zespół Szkół Rolniczych w Kaczkach Średnich w 2000 otrzymał nagrodę Ministra Edukacji Narodowej, gdyż w rankingu miesięcznika „Perspektywy” uznany został najlepszą szkołą średnią w Polsce w kategorii miejscowości do 5000 mieszkańców (zajął X miejsce wśród wszystkich szkół średnich Wielkopolski).